# Everything you know is wrong
『Everything you know is wrong』（エヴリシング・ユー・ノウ・イズ・ロング）は、日本のロックバンド、CHARCOAL FILTERの9枚目のアルバム。

## 概要
- フルアルバムとしては最後のリリース作品。

## 収録曲
1. 明日へ放て
  - PVが存在する。
2. everlasting
3. society
  - 最後のサビの前に大塚の語りが入っている。
4. スモールワンダーランド
5. ふたつ星
6. aurora
7. sunnyday holiday
8. マフィンソング
9. 明日という名の昨日にさよなら
  - 今作の中では唯一メンバー全員で作曲を手掛けた曲。全員で作曲を手掛けたのはこの曲が最後である。
10. エール
11. 一人じゃとても歩けない世界の上で
  - 14thシングル曲。今作唯一のシングル曲。

### クレジット
- 作詞：大塚雄三（全曲）
- 作曲：安井佑輝（1, 5, 7, 8, 10, 11）小名川高弘（2～4, 6）　CHARCOAL FILTER（#9）
- 編曲：CHARCOAL FILTER（全曲）